# Ed Balls

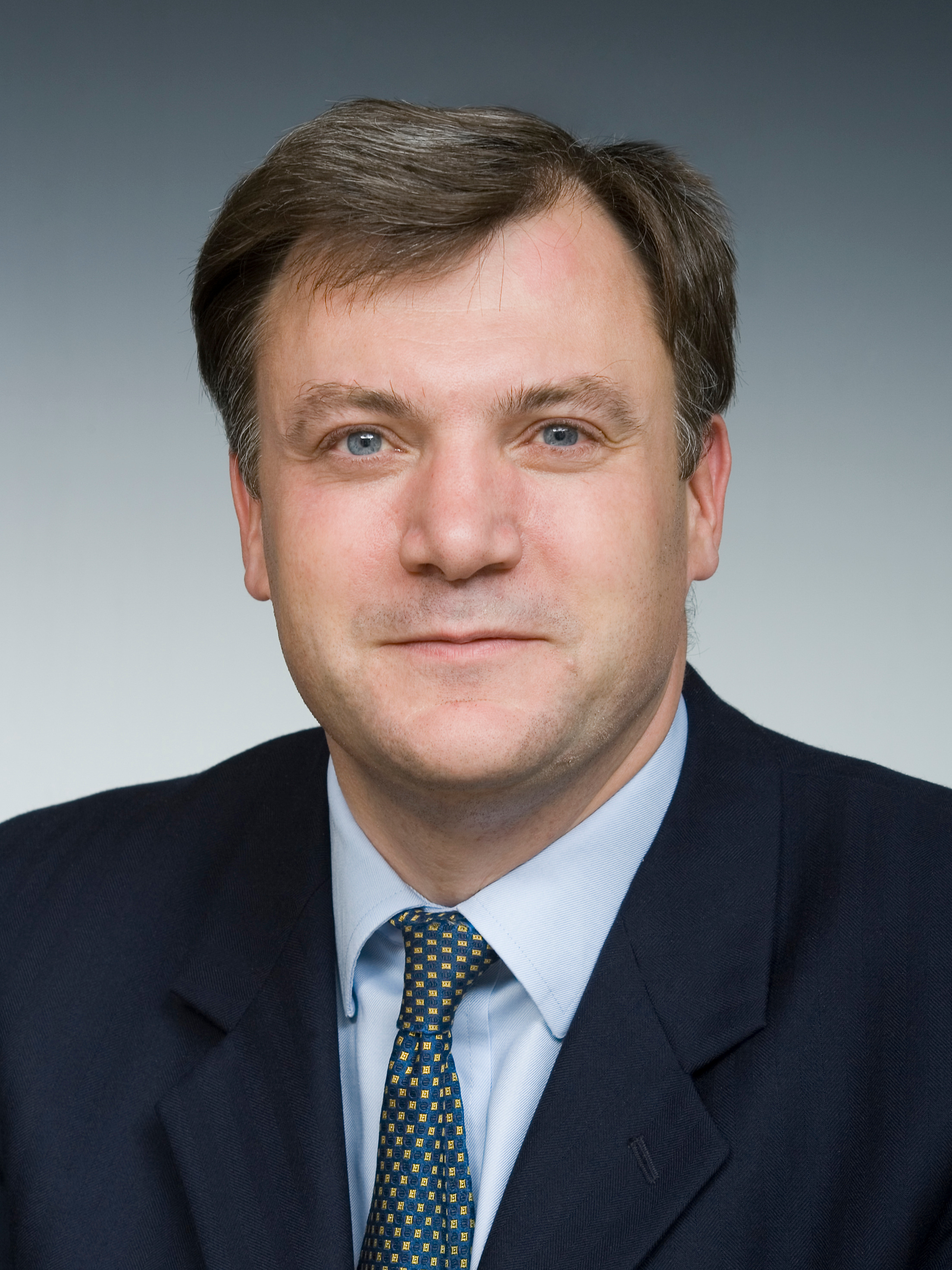
Ed Balls

Edward Michael "Ed" Balls (25 februari 1967) is een Brits Labour-politicus, die van 2005 tot 2015 lid was van het Britse Lagerhuis (MP), als vertegenwoordiger voor het kiesdistrict Morley en Outwood. Hij studeerde aan de prestigieuze Universiteit van Oxford. Hij was minister van Onderwijs in het kabinet van Gordon Brown van 2007 tot 2010. Onder Tony Blair was Balls staatssecretaris op het ministerie van financiën. In de periode na 2010, toen Labour in de oppositie zat, was hij onder meer schaduwminister van financiën en schaduwminister van Binnenlandse Zaken, waardoor hij op de voorste rij in het parlement zat. In de verkiezingen van 2015 verloor hij echter zijn zetel, waarmee de partij een prominent kopstuk verloor.
Hij is getrouwd met zijn collega-politica Yvette Cooper.
- Gemeinsame Normdatei: 171157214
- International Standard Name Identifier: 0000 0000 6776 0734
- Library of Congress Control Number: no93034087
- MusicBrainz: fe0f225c-2fee-44a3-bbd3-d983eb4955ab
- Système universitaire de documentation: 080249728
- Virtual International Authority File: 16799279